# Frontera entre Polonia y Rusia
La frontera entre la República de Polonia y la Federación Rusa separa a Polonia del enclave ruso del óblast de Kaliningrado, situado entre Polonia, Lituania y el mar Báltico. Esta región nació del reparto de la antigua provincia alemana de Prusia Oriental entre soviéticos y polacos después de la Segunda Guerra Mundial. El trazado de esta frontera fue fijado por un tratado firmado el 17 de agosto de 1949 entre los ejecutivos soviético y polaco.
Este trazado que es casi rectilíneo, inicia sobre la ribera del mar Báltico, escindiendo en dos partes iguales el cordón del Vístula, después atraviesa la laguna del río y prosigue su carrera hacia el este donde coge las fronteras Lituania-Polonia y Lituania-Rusia con las cuales forma un trifinio.

## Historia

### Frontera antigua

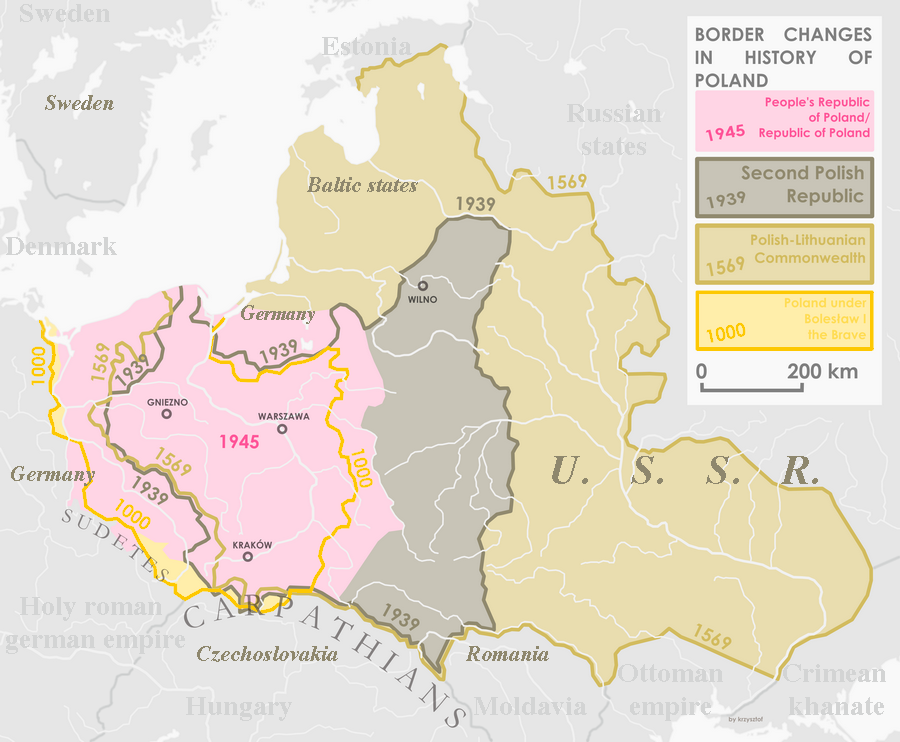
Principales cambios fronterizos de la historia de Polonia.

La frontera entre Polonia y Rusia se remonta a la historia inicial de ambas naciones, siendo uno de los primeros incidentes notables la intervención del rey Boleslao I de Polonia en la crisis de sucesión de Kiev (1018). Tras la formación de la Confederación de Polonia y Lituania, la frontera oriental de Polonia, la mayor parte de ella con el Zarato ruso (más tarde, Imperio ruso), se extendía desde el mar Báltico al norte hasta el mar Negro al sur. Durante el periodo del reparto de Polonia que trasladó las fronteras rusas 480 kilómetros al oeste, varios pequeños estados polacos como el Ducado de Varsovia y la Polonia del Congreso compartieron frontera con el Imperio ruso. Tras la Primera Guerra Mundial, la Segunda República Polaca recobró su independencia y entró en guerra con la Unión Soviética. Después de dos años de conflicto, los beligerantes firmaron la Paz de Riga en 1921 que trazó la frontera en la línea Dzisna-Dokshytsy-Słucz-Korets-Ostroh-Zbrucz, aproximadamente 200 km  al este de la línea Curzon, propuesta por los británicas en 1919. Esta frontera tenía una longitud de 874 kilómetros. Después de la Segunda Guerra Mundial, se discutió entre los Aliados la cuestión polaca, siendo Polonia recreada sobre un territorio desplazado hacia el oeste con respecto al que poseía en 1918. La nueva frontera se estableció entre la República Popular de Polonia y la Unión Soviética. La nueva frontera entre Polonia y la Unión Soviética era inicialmente de 1.321 kilómetros y sujeto a una modificación menor en el intercambio territorial polaco-soviético de 1951, que redujo la longitud de la frontera a 1.244 kilómetros. Este límite siguió en parte el trazado de la línea Curzon, excepto en la región de Lwów, que fue atribuida a la Unión Soviética.
Desde la disolución de la Unión Soviética y la independencia de Lituania, Bielorrusia y Ucrania, la frontera entre Polonia y Rusia no corresponde más que a aquella del enclave de Kaliningrado.

Polonia en el año 1000.
Confederación de Polonia y Lituania en 1648.
Reparticiones de Polonia.
Ducado de Varsovia en 1810.
Polonia en marzo 1919.
Polonia de 1921 a 1939.
La línea Curzon y las fronteras de Polonia entre 1920 y 1990.

### Frontera moderna

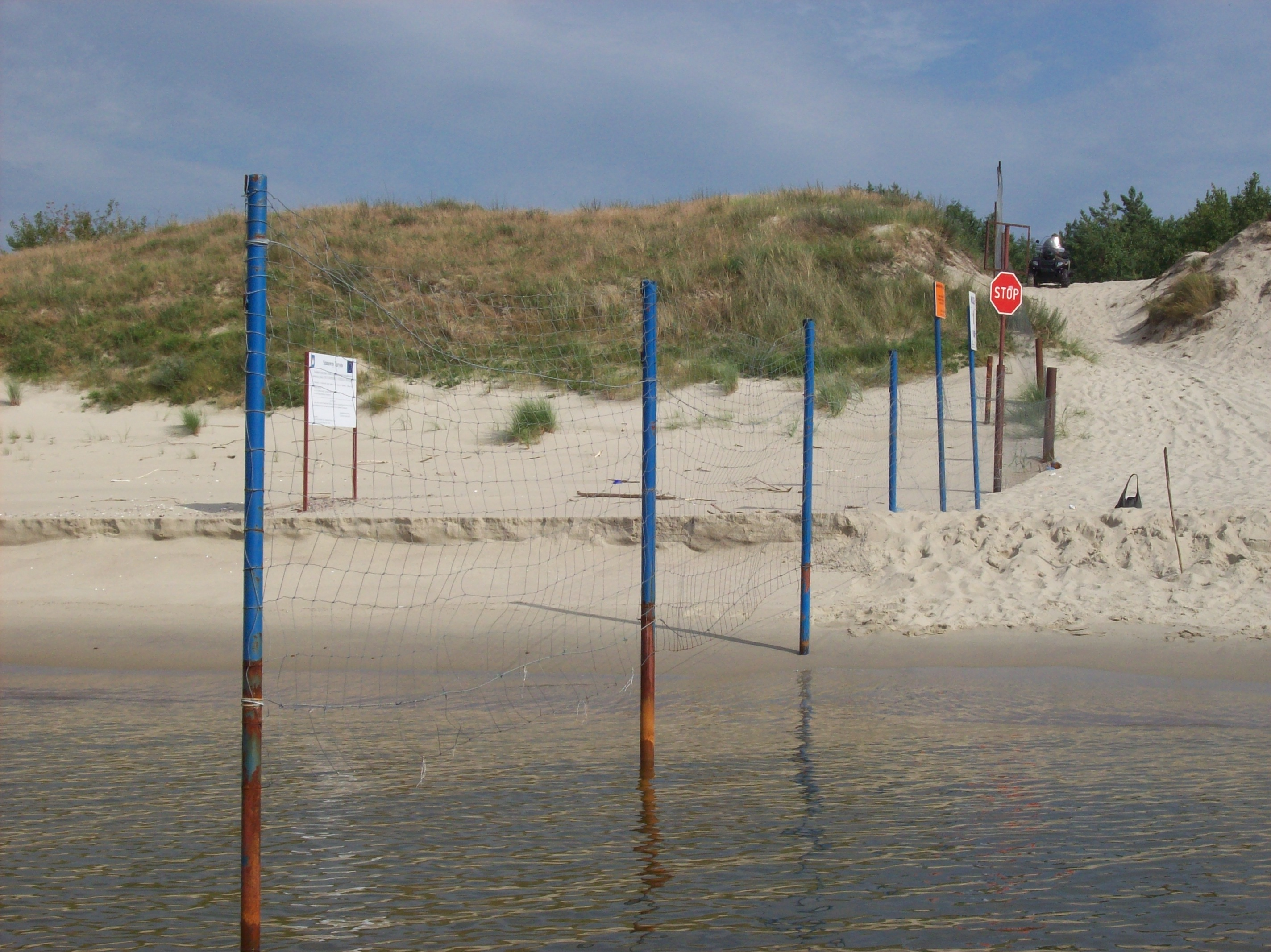
Frontera en el Báltico.

La actual frontera moderna entre Polonia y Rusia está regulada por varios documentos legales, muchos de ellos se remontan a los tiempos de la República Popular de Polonia y de la Unión Soviética, incluido el acuerdo fronterizo entre polacos y soviéticos de agosto de 1945. Aunque la línea fronteriza se mantuvo sin cambios después de la ruptura de la Unión Soviética, esta se transformó en la frontera Polonia-Rusia, Polonia-Lituania, Polonia-Bielorrusia y Polonia-Ucrania. La frontera entre Polonia y Rusia fue confirmada en el tratado ruso-polaco de 1992 (ratificado en 1993).
La actual frontera se corresponde a la que separa a Polonia del óblast de Kaliningrado, que es un enclave sin conexión con el resto de Rusia. La frontera tiene una longitud de 210 km por tierra y 22 km por mar. Tocan este límite los voivodatos polacos de Varmia y Masuria, Podlaquia y Pomerania (en el cordón del Vístula).
La demarcación oficial de la frontera se finalizó el 5 de marzo de 1957, en los términos siguientes:

Las partes firmantes acuerdan que la frontera estatal existente entre la Unión de Repúblicas Soviéticas Socialistas y la República Popular de Polonia en el sector adyacente al Mar Báltico, tal como se estableció la Conferencia de Berlín en 1945, desde la marca fronteriza n. 1987, creada en la intersección de fronteras de la República Socialista Soviética de Rusia (óblast de Kaliningrado), República Socialista Soviética de Lituania y República Popular de Polonia en la demarcación de la frontera estatal polaco-soviética de 1946-1947, en una dirección general en el oeste de 0.5 kilómetros al norte de la localidad de Zytkiejmy, a 4 kilómetros al norte de la localidad de Gołdap, a 0.5 kilómetros al sur de la localidad de Krylov, a 3 kilómetros al sur de la localidad de Zheleznodorozhny, a 2 kilómetros al sur de la localidad de Bagrationovsk, a 4 kilómetros al sur de la localidad de Mamonovo, a 7 kilómetros al norte de la localidad de Braniewo (antes Braunsberg) y de allí a través de la Kaliningradsky Zaliv (Zalew Wislany) y de Baltiiskaya Kosa (Mierzeja Wislana) hasta un punto de la costa oeste de este que se desvía a 3 kilómetros al noreste de la localidad de Nowa Karczma (las distancias entre las localidades habitadas y la frontera son aproximadas).

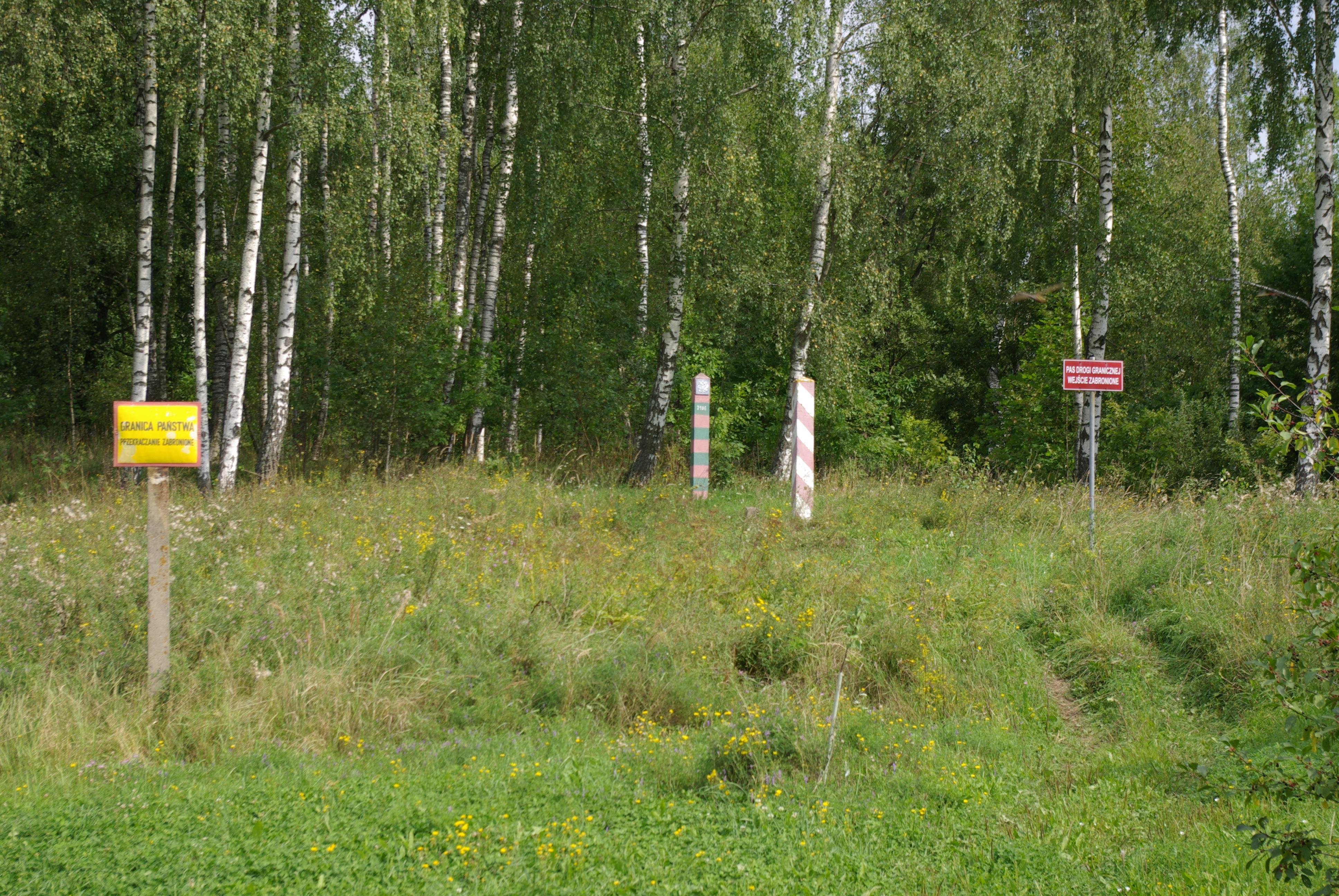
Marcadores y señales de advertencia del lado polaco de la frontera.

Cuando Polonia se unió a la Unión Europea en 2004, esta frontera se convirtió en una de las fronteras entre la Unión Europea y los países que no pertenecían a la UE. Es una de las cinco fronteras que Rusia comparte con la UE.
Para el 2008, existían tres pasos por carretera (Gołdap-Gusev, Bezledy-Bagrationovsk y Gronowo-Mamonovo) y tres pasos ferroviarios (Braniewo-Mamonovo, Skandawa-Zheleznodorozhny y Głomno-Bagrationovsk). En 2010, se abrió una carretera más grande hasta el punto Grzechotki-Mamonovo. Se están construyendo más puntos de control (Perly-Krylov, Piaski-Baltiysk, Rapa-Ozyorsk), ya que los estándares de la UE exigen que Polonia opere al menos siete para esta frontera.
En el primer trimestre de 2012, este límite obtuvo un bajo tráfico de personas. Polonia comparte fronteras con otros países que no pertenecen a la Unión Europea (los otros son las fronteras entre Polonia y Ucrania y la entre Bielorrusia y Polonia). Para este período, la mayoría de las personas que cruzaron lo hacían con la finalidad explícita de realizar compras a corto plazo (generalmente un solo día); este fue el caso del 45% de los extranjeros que entraron en Polonia y el 87% de los polacos que entraron en Rusia. En comparación con el tráfico de otras fronteras políticas no comunitarias, un porcentaje mucho mayor (22% extranjeros y 7% polacos) cruzaron las fronteras con el propósito de turismo y tráfico (16.5% extranjeros).

### Área fronteriza

Mapa detallado del óblast de Kaliningrado.

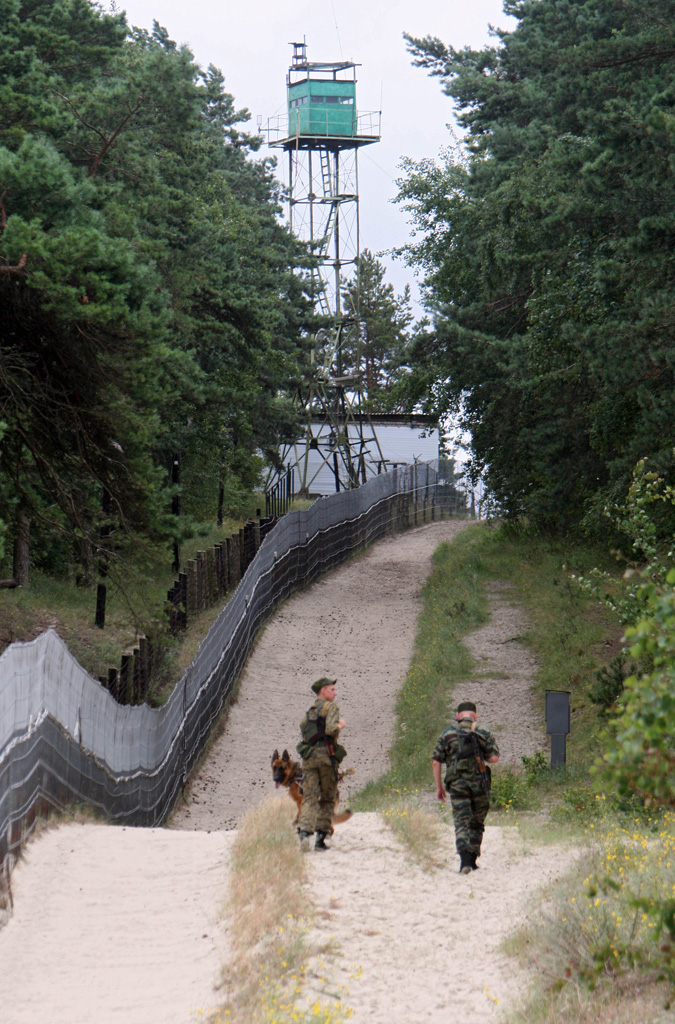
Guardias rusos en el cordón del Vístula. "Normeln" es el puesto fronterizo más occidental de Rusia.

Como el óblast de Kaliningrado es pequeño, homogénea y un enclave en la Unión Europea, en el año 2011 se le concedió el estatuto de zona fronteriza elegible para las normas de tráfico local fronterizo. En reciprocidad, los siguientes distritos administrativos polacos (powiat) se les concedió el mismo estatus:
- Voivodato de Pomerania: Puck, Gdynia, Sopot, Gdansk (ciudad y condado), Nowy Dwór Gdański, Malbork.
- Voivodato de Varmia y Masuria: Elbląg (ciudad y condado), Braniewo, Lidzbark, Bartoszyce, Olsztyn (ciudad y condado), Kętrzyn, Mrągowo, Węgorzewo, Giżycko, Gołdap, Olecko.

El tráfico fronterizo es muy elevado y se está considerando abrir pasos fronterizos adicionales a partir de 2013.